# Microlepia dubia
Microlepia dubia là một loài dương xỉ trong họ Dennstaedtiaceae. Loài này được C.V.Morton mô tả khoa học đầu tiên năm 1974.